# 刘建超
刘建超（1964年2月23日—），吉林德惠人，中华人民共和国外交官，北京外国语大学毕业。现任中国共产党第二十届中央委员，中共中央对外联络部部长。
1987年起先后在外交部任职，历任翻译室科员、新闻司随员、秘书、副处长、团委书记、参赞、副司长、司长、发言人等职务。2002年至2008年，担任外交部新闻发言人长达6年，曾是任期最长的发言人。2009年至2013年，先后出任驻菲律宾大使和驻印度尼西亚大使。2013年至2015年，先后任外交部部长助理，期间兼任新闻司司长，中纪委国际合作局局长、国家预防腐败局副局长。2018年，当选全国人大代表，任中央外事工作委员会办公室副主任。2022年，先后出任中央外事工作委员会办公室常务副主任、中共中央对外联络部部长。现任中国共产党第二十届中央委员。

## 生平
1986年，在英国牛津大学国际关系专业学习。1987年，任中华人民共和国外交部翻译室科员。1988年，任中华人民共和国外交部新闻司随员、三等秘書、副处长。1992年，任外交部团委书记。1995年，任驻大不列颠及北爱尔兰联合王国大使馆一等秘书。1998年，任外交部新闻司参赞。2000年，挂职中共兴城市委副书记。2001年，任外交部新闻司副司长。2002年6月，任外交部新闻发言人。2006年2月，任新闻司司长。2009年，接替宋涛任驻菲律宾共和国特命全权大使（第十三任）。2011年，接替章启月任驻印度尼西亚共和国特命全权大使。2013年，任外交部部长助理。2015年1月2日，原外交部新闻司司长秦刚转任礼宾司长，其新闻司司长的职务由外交部部长助理刘建超兼任，这也是刘第二次担任外交部新闻司司长，2015年4月卸任新闻司司长。
2015年9月，接替转任中共湖南省委常委、纪委书记的傅奎任中共中央反腐败协调小组国际追逃追赃工作办公室负责人、中纪委国际合作局局长、国家预防腐败局副局长（专职，副部长级）。
2017年4月，任中共浙江省委常委、省纪委书记。2017年7月，當選為浙江省監察委員會主任。
2018年2月24日，当选为第十三届全国人大代表。2018年4月，返回中央外事工作委员会办公室任职，同年9月官方媒体披露其已担任外事工作委员会办公室副主任。
2022年1月，升任中央外事工作委员会办公室常务副主任（正部长级）。同年6月2日，转任中共中央对外联络部部长。
2022年10月，在中共二十大上当选第二十届中央委员。
2024年1月，刘建超访美并会见美国国务卿布林肯，被外界认为可能接任外交部长。
2024年5月29日，刘建超访问日本，拜会首相岸田文雄，会见外相上川阳子以及朝野各党党首。
2025年8月10日，据《华尔街日报》消息，知情人士透露：刘建超7月底出访返京后被带走问话，具体案由不详。

## 家庭
已婚，有一子。

## 评价
有媒体称刘建超“在外交部的口碑也很好，颇具威望，被认为是友好、热情和富有感染力的。”